# Șipotele pe Siret, Vijnița
Șipotele pe Siret, cunoscut și sub formele de Șipotul pe Siret sau Șipote (în ucraineană Долішній Шепіт, transliterat: Dolișnii Șepit și în germană Schipoth/Ser.) este un sat reședință de comună în raionul Vijnița din regiunea Cernăuți (Ucraina). Are 1,304 locuitori, preponderent ucraineni (huțuli).
Satul este situat la o altitudine de 671 metri, la izvoarele râului Siretul Mare, în partea de sud a raionului Vijnița, în apropiere de frontiera cu România. De această comună depind administrativ satele Falcău, Lăpușna și Lecheci.

## Istorie

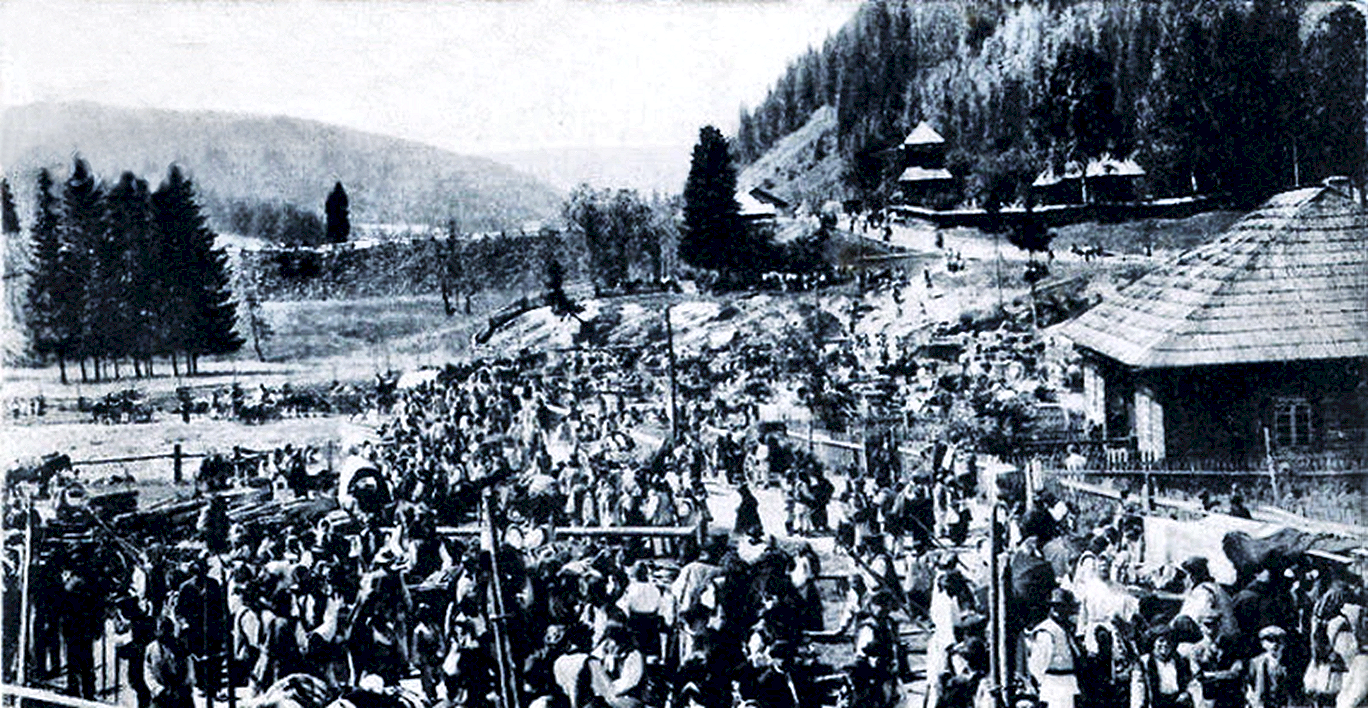
Șipotele pe Siret într-o zi de sărbătoare pe la 1900

Localitatea Șipotele pe Siret a făcut parte încă de la înființare din regiunea istorică Bucovina a Principatului Moldovei. În ianuarie 1775, ca urmare a atitudinii de neutralitate pe care a avut-o în timpul conflictului militar dintre Turcia și Rusia (1768-1774), Imperiul Habsburgic (Austria de astăzi) a primit o parte din teritoriul Moldovei, teritoriu cunoscut sub denumirea de Bucovina. După anexarea Bucovinei de către Imperiul Habsburgic în anul 1775, localitatea Șipotele pe Siret a făcut parte din Ducatul Bucovinei, guvernat de către austrieci, făcând parte din districtul Vijnița (în germană Wiznitz). 
După Unirea Bucovinei cu România la 28 noiembrie 1918, satul Șipotele pe Siret a făcut parte din componența României, în Plasa Răstoacelor a județului Storojineț. Pe atunci, majoritatea populației era formată din ucraineni, existând și o mică comunitate evreiască. 
Ca urmare a Pactului Ribbentrop-Molotov (1939), Bucovina de Nord a fost anexată de către URSS la 28 iunie 1940. Bucovina de Nord a reintrat în componența României în perioada 1941-1944, fiind reocupată de către URSS în anul 1944 și integrată în componența RSS Ucrainene. 
Începând din anul 1991, satul Șipotele pe Siret face parte din raionul Vijnița al regiunii Cernăuți din cadrul Ucrainei independente. Conform recensământului din 1989, numărul locuitorilor care s-au declarat români plus moldoveni era de 8 (7+1), adică 0,59% din populația localității . În prezent, satul are 1.304 locuitori, preponderent ucraineni.

## Demografie
Componența lingvistică a localității Șipotele pe Siret
     Ucraineană (98,85%)
     Alte limbi (1,15%)
Conform recensământului din 2001, majoritatea populației localității Șipotele pe Siret era vorbitoare de ucraineană (98,85%), existând în minoritate și vorbitori de alte limbi.
1930: 879 (recensământ)
1989: 1.362 (recensământ)
2007: 1.304 (estimare)

## Recensământul din 1930
Componența etnică a comunei Șipotele pe Siret (județul Storojineț)
     Ruteni (92,03%)
     Germani (3,07%)
     Evrei (4,09%)
     Altă etnie (0,81%)
Componența confesională a comunei Șipotele pe Siret
     Ortodocși (90,89%)
     Romano-catolici (3,18%)
     Mozaici (4,09%)
     Adventiști (1,25%)
     Altă religie (0,59%)
Conform recensământului efectuat în 1930, populația comunei Șipotele pe Siret se ridica la 879 locuitori. Majoritatea locuitorilor erau ruteni (92,03%), cu o minoritate de germani (3,07%) și una de evrei (4,09%). Alte persoane s-au declarat: români (3 persoane) și polonezi (4 persoane). Din punct de vedere confesional, majoritatea locuitorilor erau ortodocși (90,89%), dar existau și romano-catolici (3,18%), mozaici (4,09%) și adventiști (1,25%). Alte persoane au declarat: greco-catolici (2 persoane) și evanghelici\luterani (3 persoane).